# آرمن هوهانیسیان (مترجم)
آرمن آرشاویری هوهانیسیان (ارمنی: Արմեն Արշավիրի Հովհաննիսյան؛  ۱۰ مارس ۱۹۳۶ – ۲۵ اوت ۲۰۱۱) یک مترجم،  و روزنامه‌نگار اهل ارمنستان بود. وی بین سال‌های - تا - میلادی فعالیت می‌کرد.

## زندگی‌نامه
وی در ۱۰ مارس ۱۹۳۶ در تبریز به دنیا آمد و از دانشگاه دولتی ایروان فارغ‌التحصیل شد. وی همچنین برندهٔ جوایزی همچون چهره فرهنگی شایسته جمهوری ارمنستان شده است. وی در ۲۵ اوت ۲۰۱۱ در سن ۷۵ سالگی در ایروان درگذشت.